# Tom Clancy's Rainbow Six
Tom Clancy's Rainbow Six är det första spelet i en serie av förstapersonsskjutare, inriktade på terroristbekämpning, för PC och spelkonsoler. Det är utvecklat av Red Storm Entertainment och Tom Clancy i samarbete med och utgivet av Ubisoft. Clancy skrev även boken Täcknamn: Rainbow som bakgrund till spelet.

## Spelplan
Spelet har en story och är uppdelat i ett antal uppdrag. Till dessa uppdrag kan man själv välja ut de elitsoldater och specialister man vill ha med, deras utrustning, beväpning med mera. Man kan dessutom detaljerat planera uppdragen utifrån planlösningar innan man genomför dessa i förstapersonsläge. Även om många uppdrag är ganska rättfram terroristbekämpning med vapenmakt, finns det en del spaningsuppdrag med målet att oupptäckt bedriva underrättelseinhämtning och spionage genom att till exempel plantera buggar.
Till dags dato har spelet fått ett antal uppföljare som fört vidare originalets koncept med tyngdpunkten på taktik och lagarbete. Samtliga titlar går att spela i både single- och multiplayer. åldersgräns 10-12 år.

## Rainbow Six-titlar (PC)
- Rainbow Six, 1998
  - Rainbow Six: Eagle Watch, 1999, expansionspaket
- Rainbow Six: Rogue Spear, 1999
  - Rainbow Six: Rogue Spear: Urban Operations, 2000, expansionspaket
  - Rainbow Six: Rogue Spear: Black Thorn, 2001, expansionspaket
- Rainbow Six: Covert Operations Essentials, 2000, fristående expansionspaket
- Rainbow Six 3: Raven Shield, 2003
  - Rainbow Six 3: Athena Sword, 2004, expansionspaket
  - Rainbow Six 3: Iron Wrath, 2005, gratis nedladdningsbart expansionspaket
- Rainbow Six: Lockdown, 2006
- Rainbow Six: Vegas 2006
- Rainbow Six: Vegas 2 2008
- Tom Clancy's Rainbow Six Siege 2015
- Tom Clancy's Rainbow Six Extraction 2022